# Роберт Луис Стивенсон
Роберт Луис Стивенсон (енгл. Robert Louis Stevenson; Единбург, Шкотска, 13. новембар 1850 — Ваилима, Самоа, 3. децембар 1894) био је шкотски романсијер, приповедач, песник, есејиста и путописац. Светској књижевности допринео је са неколико класика књижевности за младе: Острво са благом, Чудни случај доктора Џекила и господина Хајда и Црна стрела.

## Биографија
Стивенсон се школовао у родном Единбургу, гдје је студирао инжењерство и право. Од дјетињства је показивао склоност ка књижевности. Почео је да пише већ током студија, а 1883. објављује роман Острво са благом.
Како је боловао од туберкулозе врло је често путовао у иностранство у потрази за поднебљем које би годило његовом здрављу. На својим путовањима почео је писати своја прва дела путописне тематике. Пут га је тако навео у Калифорнију гдје је упознао и своју будућу супругу са којом се вјенчао 1880. С њоме је наставио своја путовања, те се с њоме населио на пацифичко острво Самоа, на којем је и преминуо 1894, у својој 44. години.

## Књижевно дело
Популарност овог писца се заснива на узбудљивим пустоловним и фантастичним романима за младе, чија читаност не јењава до данашњих дана. Осим најпознатијих наслова, као што су Острво са благом, Чудни случај доктора Џекила и господина Хајда и Црна стрела, написао је и многа друга прозна дјела, есеје, путописе и пјесничке збирке. Стивенсонова сабрана дјела броје 28 свезака, разних жанрова.
У роману Острво са благом описују се пустоловине младог Џима Хокинса, који проналази карту острва са скривеним благом озлоглашеног гусара, капетана Флинта, те одлучује да га пронађе.
Новела Чудни случај доктора Џекила и господина Хајда, објављена 1886, доживјела је велики успјех, те је у шест мјесеци продата у 40.000 примјерака. Дјело, за које је Стивенсон послије изјавио да му је заплет откривен у сну, било је осмишљено као критика викторијанског двоструког морала.
Написао је и роман Силом одведен (1886).

### Романи
- (1877) – недовршен и необјављен.[4] Коментарисано издање оригиналног рукописа, које је уредио и представио Роxер X. Сверинген, било је објављено као The Hair Trunk or The Ideal Commonwealth: An Extravaganza у августу 2014.
- (1883) – његов први велики успех, прича о гусарству, закопано благо и авантура, често је био сниман. У писму из 1881. упућеном В. Е. Хенлију, он је дао најранији познати наслов, „The Sea Cook, or Treasure Island: a Story for Boys”.
- (1885) – Трећа Стивенсонова прича пуне дужине, акциона романса смештена у замишљену германску државу Груневалд.
- (1886) – новела о двојној личности која је пуно пута приказана у драмама и филмовима, а такође је била утицајна на пораст разумевања подсвесног ума кроз њен третман љубазног и интелигентног лекара који се претвара у психопатско чудовиште након што је у себе унео лек намењен раздвајању доброг од зла у личности.
- (1886) – историјски роман који говори о настојању дечака Дејвида Балфора да оствари право на своје наследство и његовом савезу са Аланом Бреком Стјуартом у интригама џакобитских невоља у Шкотској.
- (1888) – историјски авантуристички роман и романса чија радња се одвија током Ратова ружа.
- (1889) – прича о освети, смештена у Шкотској, Америци и Индији
- (1889); написано заједно са Лојдом Озборном. Комични роман о тортину, такође је снимљен (1966).
- (1892); написано заједно са Лојдом Озборном.
- (1893), такође познат као Дејвид Болфор, наставак дела Kidnapped, у коме се казује о Болфоромим даљим авантурама.
- (1894); написано заједно са Лојдом Озборном.
- (1896) – недовршен у време Стивенсонове смрти.
- (1897). недовршен у време Стивенсонове смрти. Роман је комплетирао Артур Квилер-Кауч.

### Колекција кратких прича
- (1882)
- (1885); написано заједно да Фани ван де Грифт Стивенсон
- (1887); садржи 6 прича.
- (такође позната као Приче Јужног мора) (1893) садржи три дуже приче.
- (1896) садржи 20 прича: .
- , 1905, садржи The Story of a Lie, The Body Snatcher, The Misadventures of John Nicholson.

### Кратке приче
Списак кратких прича хронолошки сортираних. Напомена: не укључује сарадњу са Фани, која се налази у More New Arabian Nights: The Dynamiter.
| Наслов | Датум   | Колекција                            | Напомене |
| ------ | ------- | ------------------------------------ | --- |
|        | 1875    | 1921, Бостонско библиофилско друштво | |
|        | 1875    | ненаплаћено                          | Стивенсонова прва објављена фикција у Лондону 1877. Објављено је анонимно. Поновно је штампано 1982. у издању Р. Сверингена. |
|        | 1877    | незавршено, ненаплаћено.             | Није заправо кратка прича. Први пут објављена 1982. у издању Р. Сверингена.                                                  |
|        | 1877    | , 1887                               | Први пут објављено у , 1878.                                                                                                 |
|        | 1877    | (1882)                               | Први пут објављено у 1877.                                                                                                   |
|        | 1877    | , 1882                               | Први пут објављено у , 1878.                                                                                                 |
|        | 1878    | , 1882                               | Први пут објављено у Лондону 1878. Седам међусобно повезаних прича у два циклуса: (3 приче) и (4 приче).                     |
|        | 1878    | , 1882                               | Први пут објављено у Лондону, 1878                                                                                           |
|        | 1879    |                                      | Први пут објављено у , 1879.                                                                                                 |
|        | 1880    | Са неколико потискивања , 1882       | Први пут објављено у The Cornhill Magazine, 1880. Речено у 9 мини поглавља. Конан Дојл 1890. године назвао ју је првом енглеском приповетком.     |
|        | 1881    | , 1887                               | Први пут објављено у , 1881                                                                                                  |
|        | 1881    | , 1895                               | Први пут објављено за Божић 1884, издање The Pall Mall Gazette.                                                              |
|        | 1882    | Са променама у , 1887                | Први пут објављено у , 1882.                                                                                                 |
|        | 1883    | , 1887                               | Први пут објављено у , 1883                                                                                                  |
|        | 1884    | , 1887                               | Први пут објављено у , 1885                                                                                                  |
|        | 1885    | 1886                                 | Различито се назива кратка прича или новела, или ређе, кратки роман.                                                         |
|        | 1885    | , 1887                               | Први пут објављено у , 1885                                                                                                  |
|        | 1885–87 | , 1897                               | Први пут објављено у , 1887                                                                                                  |
|        | 1891    | (1893)                               | Први пут објављено у , 1891                                                                                                  |
|        | 1892    | Island Nights' Entertainments (1893) | Први пут објављено у , 1892                                                                                                  |
|        | 1892    | (1893)                               | Први пут објављено у , 1883                                                                                                  |
|        | 1892    | 1914                                 | Први пут објављено у , 1914                                                                                                  |

### Нефикциона дела
- „Béranger, Pierre Jean de”.  (на језику: енглески) (11 изд.). 1911. – први пут објављено у 9. издању (1875–1889).
- (1881), садржи есеје  (раније необјављено);
- (1882) садржи Preface, by Way of Criticism (раније необјављено);
- (1887), колексија есеја.
- (1887)
- (1887)
- (1888)
- (1890)
- (1892)
- (1895)
- (1904)
- (1905)
- ' (1995) – базирано на једном рукопису из 1872, у издању Р. Џ. Сверингена, Калифорнија, Силверадо музеј.
- (2008) – базирано на једном манускрипту из 1892, уредио Роберт Хоскинс. AUT Media (AUT University).

### Поезија
- A Child's Garden of Verses (1885), писано за децу, али је популарне и код њихових родитеља. Укључује такве омиљене радове као што су „My Shadow” и „The Lamplighter”. Често се сматра да представља позитиван одраз ауторовог болесничког детињства.
- Underwoods (1887), збирка поезије написана на енглеском и на шкотском.
- Ballads (1891), included Ticonderoga: A Legend of the West Highlands (1887). Засновано на чувеној шкотској причи о духовима.
- Songs of Travel and Other Verses (1896)
- Poems Hitherto Unpublished, 3 vol. 1916, 1916, 1921, Boston Bibliophile Society, поновно објављено у

### Драме
- Three Plays (1892), заједнички написано са Вилијамом Ернестом Хенлијем. Обухвата позоришне комаде Deacon Brodie, Beau Austin и Admiral Guinea.